# Josef Manner
Josef Manner (ur. 26 lipca 1865 w Wiedniu, zm. 5 maja 1947 tamże) – austriacki przedsiębiorca działający w branży spożywczej. 
W wieku 25 lat zakupił niewielką manufakturę czekoladową zlokalizowaną w Wiedniu przy Wildenmanngasse. 1 marca 1890 założył tam Chocoladenfabrik Josef Manner. W 1895 wynalazł sposób wytwarzania wafelków przekładanych kremem z orzechów laskowych, co zapewniło długoterminowy sukces jego firmie. Wafle neapolitańskie Mannera są do dziś obecne na rynkach całego świata. W 1912 zatrudniał już 3000 pracowników, dla których wdrażał liczne programy socjalne.